# Cal Sabater (Anglès)
Cal Sabater (també coneguda com l'Arcada de Can Verdaguer, per la casa veïna) és una casa al municipi d'Anglès inclosa en l'Inventari del Patrimoni Arquitectònic de Catalunya. Es tracta d'una de les dues cases-pont del carrer d'Avall d'Anglès, que abans de la restauració estava en mal estat com ho evidenciaven les males herbes que penjaven dels marcs de les finestres del primer pis, de les cantonades i de la teulada, així com la pols i les teranyines de sota els arcs.

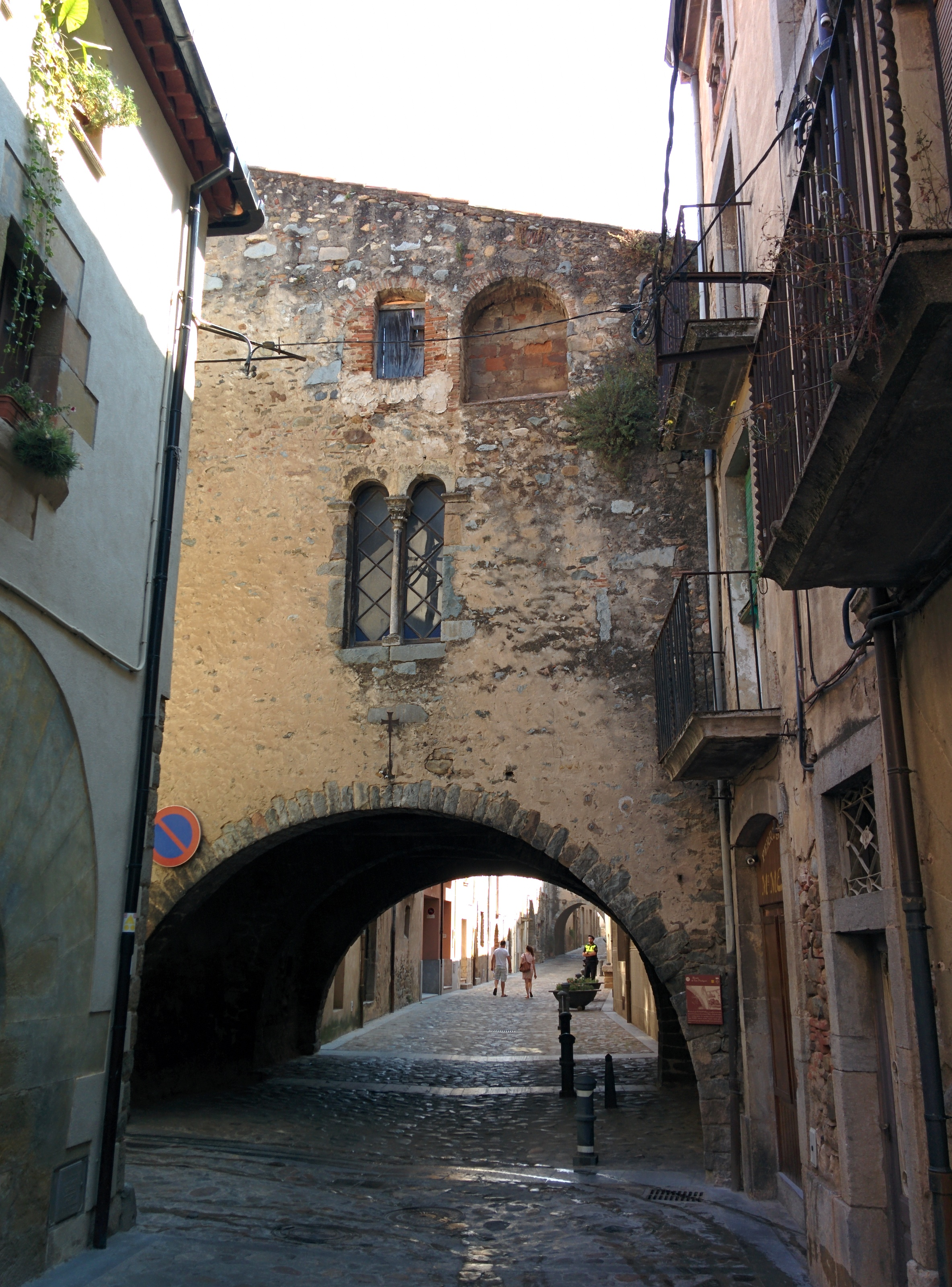
La cara sud de l'arcada, abans de la restauració

Casa de dues plantes i golfes entre mitgeres amb tres arcades i un primer pis superior sobre el carrer d'Avall. Està coberta a un sol vessant i el solar original és del costat esquerre del carrer. Respon a la tipologia de casa medieval del carrer més singular de la població. La planta baixa consta d'un seguit de tres arcades i dos trams, cobertes d'un embigat de fusta que fa de base al primer pis sobre el carrer. La porta d'accés, sota les arcades, té els muntants de pedra i una biga de fusta deteriorada com a llinda. A l'interior hi ha un pati i els accessos superiors de la casa. El primer pis, sobre el carrer, destaca per les seves finestres, una a cada costat del primer pis perpendicular sobre el carrer. Les finestres són geminades, amb els ampits i muntants de pedra, les impostes decorades i una columneta divisòria. La llinda, també doble, està formada per dos blocs amb un petit arc de mig punt. Del centre de l'ampit arrenca la base, el fust prim i el capitell de la columneta. Les finestres tenen una decoració reticular als vidres. El segon pis té dues obertures amb forma d'arc de rajol i una finestra rectangular amb muntants de pedra i rajol. Tant les arcades com les parts exteriors de la casa són de pedra vista, tot i que recentment se n'ha arrebossat la façana exterior.